# Tasmaphena dulcis
Tasmaphena dulcis är en snäckart som först beskrevs av Tom Iredale 1943.  Tasmaphena dulcis ingår i släktet Tasmaphena och familjen Rhytididae. Inga underarter finns listade i Catalogue of Life.